# Championnats du monde de cyclisme sur piste 1987
Navigation
Colorado Springs 1986 Gand 1988
Les championnats du monde de cyclisme sur piste 1987 ont eu lieu à Vienne en Autriche en 1987. Quatorze épreuves sont disputées : 12 par les hommes (5 pour les professionnels et 7 pour les amateurs) et deux par les femmes. 
Ces championnats du monde sont dominés par les pistards soviétiques, vainqueurs de 4 titres et de 7 médailles. Le Suisse Urs Freuler  remporte son septième titre consécutif de champion du monde de course aux points.

## Résultats

### Hommes

#### Podiums professionnels
| Compétition            | Or                          | Argent                    | Bronze                    |
| ---------------------- | --------------------------- | ------------------------- | ------------------------- |
| Keirin                 | Harumi Honda Japon          | Claudio Golinelli Italie  | Urs Freuler Suisse        |
| Vitesse individuelle   | Nobuyuki Tawara Japon       | Hideyuki Matsui Japon     | Claudio Golinelli Italie  |
| Poursuite individuelle | Hans-Henrik Ørsted Danemark | Jesper Worre Danemark     | Anthony Doyle Royaume-Uni |
| Course aux points      | Urs Freuler Suisse          | Anthony Doyle Royaume-Uni | Roger Ilegems Belgique    |
| Demi-fond              | Max Hürzeler Suisse         | Danny Clark Australie     | Werner Betz Allemagne     |

#### Podiums amateurs
| Compétition            | Or                                                                                     | Argent                                                                     | Bronze                                                                        |
| ---------------------- | -------------------------------------------------------------------------------------- | -------------------------------------------------------------------------- | ----------------------------------------------------------------------------- |
| Kilomètre              | Martin Vinnicombe Australie                                                            | Jens Glücklich Allemagne de l'Est                                          | Konstantin Khrabvzov Union soviétique                                         |
| Vitesse individuelle   | Lutz Hesslich Allemagne de l'Est                                                       | Bill Huck Allemagne de l'Est                                               | Michael Hübner Allemagne de l'Est                                             |
| Poursuite individuelle | Gintautas Umaras Union soviétique                                                      | Viatcheslav Ekimov Union soviétique                                        | Artūras Kasputis Union soviétique                                             |
| Poursuite par équipes  | Union soviétique Viatcheslav Ekimov Alexandre Krasnov Viktor Manakov Sergeï Khmelinine | Allemagne de l'Est Steffen Blochwitz Dirk Meier Carsten Wolf Roland Hennig | Tchécoslovaquie Pavel Soukop Miroslav Kundera Svatopluk Buchta Miroslav Junec |
| Course aux points      | Marat Ganeïev Union soviétique                                                         | Uwe Messerschmidt Allemagne de l'Ouest                                     | Pascal Lino France                                                            |
| Demi-fond              | Mario Gentili Italie                                                                   | Vincenzo Colamartino Italie                                                | Roland Königshofer Autriche                                                   |
| Tandem                 | France Fabrice Colas Frédéric Magné                                                    | Italie Andrea Faccini Roberto Nicotti                                      | Tchécoslovaquie Vítězslav Vobořil Lubomir Hargas                              |

### Femmes
| Compétition            | Or                             | Argent                                  | Bronze                             |
| ---------------------- | ------------------------------ | --------------------------------------- | ---------------------------------- |
| Vitesse individuelle   | Erika Salumäe Union soviétique | Christa Rothenburger Allemagne de l'Est | Connie Paraskevin-Young États-Unis |
| Poursuite individuelle | Rebecca Twigg États-Unis       | Jeannie Longo France                    | Mindee Mayfield États-Unis         |

## Tableau des médailles
| Rang | Nation               | Or | Argent | Bronze | Total |
| ---- | -------------------- | -- | ------ | ------ | ----- |
| 1    | Union soviétique     | 4  | 1      | 2      | 7     |
| 2    | Japon                | 2  | 1      | 0      | 3     |
| 3    | Suisse               | 2  | 0      | 1      | 3     |
| 4    | Allemagne de l'Est   | 1  | 4      | 1      | 6     |
| 5    | Italie               | 1  | 3      | 1      | 5     |
| 6    | France               | 1  | 1      | 1      | 3     |
| 7    | Australie            | 1  | 1      | 0      | 2     |
| 7    | Danemark             | 1  | 1      | 0      | 2     |
| 9    | États-Unis           | 1  | 0      | 2      | 3     |
| 10   | Allemagne de l'Ouest | 0  | 1      | 1      | 2     |
| 10   | Royaume-Uni          | 0  | 1      | 1      | 2     |
| 12   | Tchécoslovaquie      | 0  | 0      | 2      | 2     |
| 13   | Autriche             | 0  | 0      | 1      | 1     |
| 13   | Belgique             | 0  | 0      | 1      | 1     |
|      | TOTAL                | 14 | 14     | 14     | 42    |